# Mijinha
José Augusto de Andrade, nascido como Bonifácio José de Andrade e mais conhecido como Mijinha (Rio de Janeiro, 3 de maio de 1918 — Rio de Janeiro, 1980) foi um compositor brasileiro.
Autor de sambas como "Sentimentos", gravado por Paulinho da Viola e por Gilberto Gil e "Chega de Padecer", gravado pela Velha Guarda da Portela e por Cristina Buarque.
Integrante original da Velha Guarda da Portela, que se tornou patrimônio imaterial da cidade do Rio de Janeiro, Mijinha era irmão dos também sambistas Aniceto da Portela e Manaceia.